# Pternopetalum senii
Pternopetalum senii är en flockblommig växtart som beskrevs av Debendra Bijoy Deb och Rasa Moy Dutta. Pternopetalum senii ingår i släktet Pternopetalum och familjen flockblommiga växter. Inga underarter finns listade i Catalogue of Life.